# Helene (Malerin)
Helene (altgriechisch Ἑλένη Helénē) war eine griechische Malerin der Antike, die um 330 v. Chr. in Alexandria tätig war.
Helena war die Tochter des Timon aus Ägypten. Sie malte eine Szene, die den Sieg Alexanders des Großen über die persische Armee von Dareios in der Schlacht bei Issos zeigt. Dieses Gemälde befand sich zu Zeiten Vespasians im Templum Pacis in Rom. Einzige Quelle für sie und dieses Gemälde ist Ptolemaios Chennos, dessen Werk als Exzerpt in der Bibliotheke des Photios überliefert ist.
Man hat versucht, in dem Gemälde die Vorlage für das in Pompei gefundene Alexandermosaik zu sehen, doch wurde dieser Versuch auch vehement zurückgewiesen, zumal der Zeugniswert des Ptolemaios Chennos umstritten ist. Herbert Marwitz wies darauf hin, dass der Diskussion jede Grundlage fehle, und Bernard Andreae hält die Malerin für eine Erfindung.

## Rezeption
Helena von Ägypten ist eine der fiktiven Teilnehmerinnen der The Dinner Party, einer monumentalen Kunst-Installation von Judy Chicago. Ihr Name ist dem Gedeck von Sappho zugeordnet.
Judy Chicago widmete ihr eine der 999 Kacheln des Heritage Floor in ihrer Installation The Dinner Party.